# Moosburg (Karinthië)
Moosburg is een gemeente in de Oostenrijkse deelstaat Karinthië en maakt deel uit van het district Klagenfurt-Land.
Moosburg telt 4492 inwoners.
Ebenthal in Kärnten ·
Feistritz im Rosental ·
Ferlach ·
Grafenstein ·
Keutschach am See ·
Köttmannsdorf ·
Krumpendorf am Wörthersee ·
Ludmannsdorf ·
Magdalensberg ·
Maria Rain ·
Maria Saal ·
Maria Wörth ·
Moosburg ·
Poggersdorf ·
Pörtschach am Wörthersee ·
Sankt Margareten im Rosental ·
Schiefling am Wörthersee ·
Techelsberg am Wörther See ·
Zell
- Gemeinsame Normdatei: 4411468-0
- Virtual International Authority File: 247751799